# Nematopodius uniformis
Nematopodius uniformis là một loài tò vò trong họ Ichneumonidae.